# Haxonite
L'haxonite è un minerale scoperto nella meteorite di Toluca in Messico nel 1971. È stato dedicato ad Howard Axon, metallurgista inglese.

## Morfologia
L'haxonite si presenta sotto forma di minuscoli cristalli o in masse compatte fino a 40μm.

## Origine e giacitura
L'haxonite si forma nelle meteoriti ferrose.